# ケーテン (企業)
株式会社ケーテン（英称：K-ten CORPORATION）は、テレビ番組及び映像を制作する企業である。

## 所属スタッフ
総合演出
- 小松伸一（代表者）

プロデューサー
- 杉山宏道
- 利光ともこ
- 橘昌余

ディレクター
- 浦恵一
- 佐々木俊
- 稲垣知宏
- 水元とおる
- 高山賢一
- 加藤浩明
- 堀敬介

AD
- 葛西優希
- 西田詠一
- 長井彩嘉
- 横山敬人
- 新田千代
- 三谷元気

総務
- 山田佳子

## 主な制作番組

### 現在
レギュラー番組
- 夕焼け酒場（BS-TBS）